# ICC U19-Cricket-Weltmeisterschaft 2012
Die ICC U19-Cricket-Weltmeisterschaft 2012 war die neunte Austragung der vom International Cricket Council organisierten Junioren Cricket-Weltmeisterschaft und wurde vom 11. bis 26. August in Australien ausgetragen. Die Weltmeisterschaft wurde im One-Day International-Format ausgetragen, bei dem jedes Team jeweils ein Innings über maximal 50 Over bestritt. Im Finale konnte sich Indien mit einem 6-Wickets Sieg gegen den Gastgeber Australien durchsetzen.

## Teilnehmer
Neben den Juniorenmannschaften der zehn Testnationen hatten sich mit Schottland, Nepal, Irland, Afghanistan, Papua-Neuguinea und Namibia sechs Mannschaften über ein in Irland ausgetragenes Qualifikationsturnier für die Endrunde qualifiziert.
| - Afghanistan - Australien - Bangladesch - England | - Indien - Irland - Namibia - Nepal | - Neuseeland - Pakistan - Papua-Neuguinea - Schottland | - Südafrika - Simbabwe - Sri Lanka - West Indies |

## Format
In vier Vorrundengruppen mit jeweils vier Mannschaften spielte jeder gegen jeden, wobei ein Sieg zwei Punkte, ein Unentschieden oder ein No Result einen Punkt einbrachte. Es qualifizierten sich die jeweils besten zwei Mannschaften für das Viertelfinale und die beiden Gruppenletzten für die Trostrunde. Die Sieger des Viertelfinales qualifizierten sich für das Halbfinale, die dann die Finalteilnehmer ermittelten. Es wurden alle Plätze ausgespielt, so dass insgesamt 48 Spiele stattfanden.

## Aufwärmspiele
| 7. August Scorecard | Brisbane | Neuseeland 184-8 (50)           | – | Südafrika 185-4 (29.2) |
|                     |          | Südafrika gewinnt mit 6 Wickets |   |                        |

| 7. August Scorecard | Brisbane | Schottland 106 (37.5)             | – | Bangladesch 107-3 (20.1) |
|                     |          | Bangladesch gewinnt mit 7 Wickets |   |                          |

| 7. August Scorecard | Brisbane | Nepal 213 (43.3)                      | – | Papua-Neuguinea 214-2 (40.3) |
|                     |          | Papua-Neuguinea gewinnt mit 8 Wickets |   |                              |

| 7. August Scorecard | Brisbane | Indien 191-8 (50)          | – | Sri Lanka 158 (45.5) |
|                     |          | Indien gewinnt mit 33 Runs |   |                      |

| 7. August Scorecard | Brisbane | Pakistan 281-6 (50)           | – | England 283-5 (44) |
|                     |          | England gewinnt mit 5 Wickets |   |                    |

| 7. August Scorecard | Brisbane | Afghanistan 257-6 (50)           | – | Irland 156 (40) |
|                     |          | Afghanistan gewinnt mit 101 Runs |   |                 |

| 7. August Scorecard | Sunshine Coast | Namibia 180-9 (50)             | – | Simbabwe 181-3 (49.2) |
|                     |                | Simbabwe gewinnt mit 7 Wickets |   |                       |

| 7. August Scorecard | Sunshine Coast | West Indies 235-6 (50)          | – | Australien 222 (49.1) |
|                     |                | West Indies gewinnt mit 13 Runs |   |                       |

| 8. August Scorecard | Brisbane | England 220 (49.4)           | – | Simbabwe 89 (35.2) |
|                     |          | England gewinnt mit 131 Runs |   |                    |

| 8. August Scorecard | Brisbane | West Indies 324-7 (50)           | – | Namibia 182 (46.4) |
|                     |          | West Indies gewinnt mit 146 Runs |   |                    |

| 8. August Scorecard | Brisbane | Sri Lanka 188 (45.2)          | – | Irland 138 (39.3) |
|                     |          | Sri Lanka gewinnt mit 50 Runs |   |                   |

| 8. August Scorecard | Brisbane | Australien 315-7 (50)          | – | Schottland 244 (45.3) |
|                     |          | Australien gewinnt mit 71 Runs |   |                       |

| 8. August Scorecard | Brisbane | Indien 271-7 (50)          | – | Afghanistan 219 (46.2) |
|                     |          | Indien gewinnt mit 52 Runs |   |                        |

| 8. August Scorecard | Brisbane | Papua-Neuguinea 194-6 (50)     | – | Pakistan 197-2 (32.3) |
|                     |          | Pakistan gewinnt mit 8 Wickets |   |                       |

| 8. August Scorecard | Sunshine Coast | Neuseeland 267-8 (50)          | – | Nepal 248-9 (50) |
|                     |                | Neuseeland gewinnt mit 19 Runs |   |                  |

| 8. August Scorecard | Sunshine Coast | Bangladesch 213 (49)            | – | Südafrika 214-6 (49.5) |
|                     |                | Südafrika gewinnt mit 4 Wickets |   |                        |

## Vorrunde

### Gruppe A
Tabelle
| Gruppe A   | Sp. | S | N | NR | P | NRR    |
| ---------- | --- | - | - | -- | - | ------ |
| Australien | 3   | 3 | 0 | 0  | 6 | +2.208 |
| England    | 3   | 2 | 1 | 0  | 4 | −0.899 |
| Irland     | 3   | 1 | 2 | 0  | 2 | −0.468 |
| Nepal      | 3   | 0 | 3 | 0  | 0 | −2.347 |

Spiele
| 11. August Scorecard | Townsville | England 143 (38.3)               | – | Australien 147-4 (35.1) |
|                      |            | Australien gewinnt mit 6 Wickets |   |                         |

| 12. August Scorecard | Townsville | Irland 109 (42.2)             | – | England 113-3 (36.2) |
|                      |            | England gewinnt mit 7 Wickets |   |                      |

| 13. August Scorecard | Townsville | Australien 294-7 (50)           | – | Nepal 83 (23.5) |
|                      |            | Australien gewinnt mit 212 Runs |   |                 |

| 14. August Scorecard | Townsville | Irland 129 (42.5)                | – | Australien 133-4 (40.3) |
|                      |            | Australien gewinnt mit 6 Wickets |   |                         |

| 15. August Scorecard | Townsville | Irland 185-8 (50)          | – | Nepal 171 (49.3) |
|                      |            | Irland gewinnt mit 14 Runs |   |                  |

| 16. August Scorecard | Townsville | England 274-7 (50)           | – | Nepal 148 (46) |
|                      |            | England gewinnt mit 126 Runs |   |                |

### Gruppe B
Tabelle
| Gruppe B    | Sp. | S | N | NR | P | NRR    |
| ----------- | --- | - | - | -- | - | ------ |
| Pakistan    | 3   | 3 | 0 | 0  | 6 | +1.877 |
| Neuseeland  | 3   | 2 | 1 | 0  | 4 | −0.215 |
| Afghanistan | 3   | 1 | 2 | 0  | 2 | −0.713 |
| Schottland  | 3   | 0 | 3 | 0  | 0 | −0.782 |

Spiele
| 11. August Scorecard | Sunshine Coast | Pakistan 253-6 (50)           | – | Afghanistan 130 (30.3) |
|                      |                | Pakistan gewinnt mit 109 Runs |   |                        |

| 12. August Scorecard | Sunshine Coast | Neuseeland 247-9 (50)          | – | Schottland 208 (46.5) |
|                      |                | Neuseeland gewinnt mit 39 Runs |   |                       |

| 13. August Scorecard | Sunshine Coast | Schottland 200 (49.5)          | – | Pakistan 204-1 (36.2) |
|                      |                | Pakistan gewinnt mit 9 Wickets |   |                       |

| 14. August Scorecard | Sunshine Coast | Neuseeland 198 (50)           | – | Afghanistan 190-9 (50) |
|                      |                | Neuseeland gewinnt mit 8 Runs |   |                        |

| 15. August Scorecard | Sunshine Coast | Afghanistan 191 (48.3)         | – | 181 (49.2) |
|                      |                | Afghanistan gewinn mit 10 Runs |   |            |

| 16. August Scorecard | Sunshine Coast | Neuseeland 152-8 (50)          | – | Pakistan 153-5 (31.2) |
|                      |                | Pakistan gewinnt mit 5 Wickets |   |                       |

### Gruppe C
Tabelle
| Gruppe C        | Sp. | S | N | NR | P | NRR    |
| --------------- | --- | - | - | -- | - | ------ |
| West Indies     | 3   | 3 | 0 | 0  | 6 | +1.750 |
| Indien          | 3   | 2 | 1 | 0  | 4 | +1.067 |
| Simbabwe        | 3   | 1 | 2 | 0  | 2 | −0.147 |
| Papua-Neuguinea | 3   | 0 | 3 | 0  | 0 | −2.718 |

Spiele
| 11. August Scorecard | Townsville | Simbabwe 249 (50)             | – | Papua-Neuguinea 145 (28.1) |
|                      |            | Simbabwe gewinnt mit 104 Runs |   |                            |

| 12. August Scorecard | Townsville | Indien 166-8 (50)                 | – | West Indies 167-6 (47.1) |
|                      |            | West Indies gewinnt mit 4 Wickets |   |                          |

| 13. August Scorecard | Townsville | Papua-Neuguinea 116 (41)          | – | West Indies 117-1 (11.4) |
|                      |            | West Indies gewinnt mit 9 Wickets |   |                          |

| 14. August Scorecard | Townsville | Indien 261-6 (50)          | – | Simbabwe 198 (44.1) |
|                      |            | Indien gewinnt mit 63 Runs |   |                     |

| 16. August Scorecard | Townsville | Indien 204 (45.1)           | – | Papua-Neuguinea 97 (31.5) |
|                      |            | Indien gewinnt mit 107 Runs |   |                           |

| 16. August Scorecard | Townsville | Simbabwe 148-8 (50)               | – | West Indies 150-4 (35.1) |
|                      |            | West Indies gewinnt mit 6 Wickets |   |                          |

### Gruppe D
Tabelle
| Gruppe D    | Sp. | S | N | NR | P | NRR    |
| ----------- | --- | - | - | -- | - | ------ |
| Südafrika   | 3   | 3 | 0 | 0  | 6 | +2.987 |
| Bangladesch | 3   | 2 | 1 | 0  | 4 | −0.336 |
| Sri Lanka   | 3   | 1 | 2 | 0  | 2 | +0.683 |
| Namibia     | 3   | 0 | 3 | 0  | 0 | −3.234 |

Spiele
| 11. August Scorecard | Brisbane | Bangladesch 249-7 (50)          | – | Sri Lanka 224 (48.4) |
|                      |          | Bangladesch gewinnt mit 25 Runs |   |                      |

| 12. August Scorecard | Brisbane | Südafrika 294-8 (50)           | – | Bangladesch 161-34.3 (34.3) |
|                      |          | Südafrika gewinnt mit 133 Runs |   |                             |

| 13. August Scorecard | Brisbane | Sri Lanka 298-9 (50)           | – | Namibia 103 (35) |
|                      |          | Sri Lanka gewinnt mit 195 Runs |   |                  |

| 14. August Scorecard | Redland City | Südafrika 359-6 (50)           | – | Namibia 150 (46) |
|                      |              | Südafrika gewinnt mit 209 Runs |   |                  |

| 15. August Scorecard | Redland City | Sri Lanka 150 (37.4)            | – | Südafrika 153-6 (33) |
|                      |              | Südafrika gewinnt mit 4 Wickets |   |                      |

| 16. August Scorecard | Redland City | Namibia 151 (49.4)                | – | Bangladesch 155-3 (37) |
|                      |              | Bangladesch gewinnt mit 7 Wickets |   |                        |

## Hauptrunde

### Viertelfinale
| 19. August Scorecard | Townsville | Südafrika 244 (50)             | – | England 141 (40.3) |
|                      |            | Südafrika gewinnt mit 103 Runs |   |                    |

| 19. August Scorecard | Townsville | Bangladesch 171 (43)             | – | Australien 172-5 (45.5) |
|                      |            | Australien gewinnt mit 5 Wickets |   |                         |

| 20. August Scorecard | Townsville | Pakistan 136 (45.1)         | – | Indien 137-9 (48) |
|                      |            | Indien gewinnt mit 1 Wicket |   |                   |

| 20. August Scorecard | Townsville | West Indies 237 (50)             | – | Neuseeland 238-7 (50) |
|                      |            | Neuseeland gewinnt mit 3 Wickets |   |                       |

### Halbfinale
| 21. August Scorecard | Townsville | Südafrika 191-8 (50)             | – | Australien 193-6 (48.3) |
|                      |            | Australien gewinnt mit 4 Wickets |   |                         |

| 23. August Scorecard | Townsville | Indien 209-9 (50)         | – | Neuseeland 200-9 (50) |
|                      |            | Indien gewinnt mit 9 Runs |   |                       |

### Halbfinale für 5. bis 8. Platz
| 21. August Scorecard | Townsville | Bangladesch 217-7 (50)        | – | England 218-6 (48.2) |
|                      |            | England gewinnt mit 4 Wickets |   |                      |

| 22. August Scorecard | Townsville | West Indies 182 (49)            | – | Pakistan 166 (48.3) |
|                      |            | West Indies gewinnt mit 16 Runs |   |                     |

### Spiel um den 7. Platz
| 24. August Scorecard | Townsville | Pakistan 235-8 (50)               | – | Bangladesch 239-5 (46.2) |
|                      |            | Bangladesch gewinnt mit 5 Wickets |   |                          |

### Spiel um den 5. Platz
| 24. August Scorecard | Townsville | England 241-9 (50)          | – | West Indies 228 (48.3) |
|                      |            | England gewinnt mit 13 Runs |   |                        |

### Spiel um den 3. Platz
| 25. August Scorecard | Townsville | Neuseeland 90 (36.5)            | – | Südafrika 94-2 (14.4) |
|                      |            | Südafrika gewinnt mit 8 Wickets |   |                       |

### Finale
| 26. August Scorecard | Townsville | Australien 225-8 (50)        | – | Indien 227-4 (47.4) |
|                      |            | Indien gewinnt mit 6 Wickets |   |                     |

## Trostrunde

### Trostrundenviertelfinale
| 19. August Scorecard | Brisbane | Papua-Neuguinea 239-5 (50)        | – | Afghanistan 244-6 (49) |
|                      |          | Afghanistan gewinnt mit 4 Wickets |   |                        |

| 19. August Scorecard | Redland City | Schottland 241-7 (50)          | – | Simbabwe 200-9 (50) |
|                      |              | Schottland gewinnt mit 41 Runs |   |                     |

| 20. August Scorecard | Redland City | Nepal 79 (27.3)                 | – | Sri Lanka 80-2 (20.4) |
|                      |              | Sri Lanka gewinnt mit 8 Wickets |   |                       |

| 20. August Scorecard | St. Lucia | Namibia 128-9 (50)           | – | Irland 129-6 (24.3) |
|                      |           | Irland gewinnt mit 4 Wickets |   |                     |

### Halbfinale für den 9. bis 12. Platz
| 21. August Scorecard | Brisbane | Afghanistan 336-7 (50)           | – | Schottland 210 (39.4) |
|                      |          | Afghanistan gewinnt mit 126 Runs |   |                       |

| 22. August Scorecard | Brisbane | Sri Lanka 258 (49.3)           | – | Irland 149 (37.5) |
|                      |          | Sri Lanka gewinnt mit 109 Runs |   |                   |

### Halbfinale für 13. bis 16. Platz
| 21. August Scorecard | Redland City | Papua-Neuguinea 235 (50)            | – | Simbabwe 223 (49.1) |
|                      |              | Papua-Neuguinea gewinnt mit 12 Runs |   |                     |

| 21. August Scorecard | St. Lucia | Nepal 219-7 (50)          | – | Namibia 180 (46.3) |
|                      |           | Nepal gewinnt mit 39 Runs |   |                    |

### Spiel um den 15. Platz
| 23. August Scorecard | St. Lucia | Simbabwe 236-9 (50)          | – | Namibia 166 (40.5) |
|                      |           | Simbabwe gewinnt mit 70 Runs |   |                    |

### Spiel um den 13. Platz
| 23. August Scorecard | Redland City | Papua-Neuguinea 89 (33.2)   | – | Nepal 90-4 (18.5) |
|                      |              | Nepal gewinnt mit 6 Wickets |   |                   |

### Spiel um den 11. Platz
| 24. August Scorecard | St. Lucia | Irland 182 (49.4)                | – | Schottland 185-5 (41.4) |
|                      |           | Schottland gewinnt mit 5 Wickets |   |                         |

### Trostrundenfinale
| 24. August Scorecard | Brisbane | Afghanistan 194-5 (50)          | – | Sri Lanka 196-3 (39) |
|                      |          | Sri Lanka gewinnt mit 7 Wickets |   |                      |

## Abschlussrangliste
| Pl. | Team            |
| --- | --------------- |
| 1   | Indien          |
| 2   | Australien      |
| 3   | Südafrika       |
| 4   | Neuseeland      |
| 5   | England         |
| 6   | West Indies     |
| 7   | Bangladesch     |
| 8   | Pakistan        |
| 9   | Sri Lanka       |
| 10  | Afghanistan     |
| 11  | Schottland      |
| 12  | Irland          |
| 13  | Nepal           |
| 14  | Papua-Neuguinea |
| 15  | Simbabwe        |
| 16  | Namibia         |